# Johann Baptist Rechsteiner
Johann Baptist Rechsteiner (1810 - 1896), was een Zwitsers politicus.
Johann Baptist Rechsteiner was een gematigd liberaal en was lid van de Standeskommission (Regeringsraad) van het kanton Appenzell Innerrhoden. Tussen 1859 tot 1877 afwisselend Pannerherr (plaatsvervangend regeringsleider) en Regierend Landamman (dat wil zeggen regeringsleider) van het kanton Appenzell Innerrhoden.
Johann Baptist Rechsteiner overleed in 1896.

## Landammann
- 1859-1861 — Landammann
- 1861-1863 — Pannerherr
- 1863-1865 — Landammann
- 1865-1867 — Pannerherr
- 1867-1869 — Landammann
- 1869-1871 — Pannerherr
- 1871-25 april 1875 — Landammann